# 열녀
열녀(烈女, 문화어: 렬녀)는 조선시대에 절개가 곧은 여자를 이르던 말이다.
조선시대에는 여성 최고의 미덕으로서 한 남자만을 섬기는 절개를 꼽았다. 여성이 재혼을 하는 것이 용납되지 않았으므로, 남편이 죽은 후 오랜 세월 홀로 살아야 했다.
열녀는 남자를 위해 희생하고 헌신하는 것을 의미한다.